# ستايسي كيتينغ
ستايسي كيتينغ (بالإنجليزية: Stacey Keating)‏ هي لاعبة غولف أسترالية، ولدت في 21 يونيو 1986 في بالارات في أستراليا.

## وصلات خارجية
- الموقع الرسمي
- ستايسي كيتينغ على موقع رابطة لاعبات الغولف المحترفات (الإنجليزية)
- ستايسي كيتينغ على موقع رابطة أوروبا للاعبات الغولف المحترفات (الإنجليزية)